# Balubari
Balubari (nepalski: बालुवाडी) – gaun wikas samiti we wschodniej części Nepalu w strefie Meći w dystrykcie Jhapa. Według nepalskiego spisu powszechnego z 2001 roku liczył on 797 gospodarstw domowych i 3907 mieszkańców (2017 kobiet i 1890 mężczyzn).